# Ortel Królewski Pierwszy

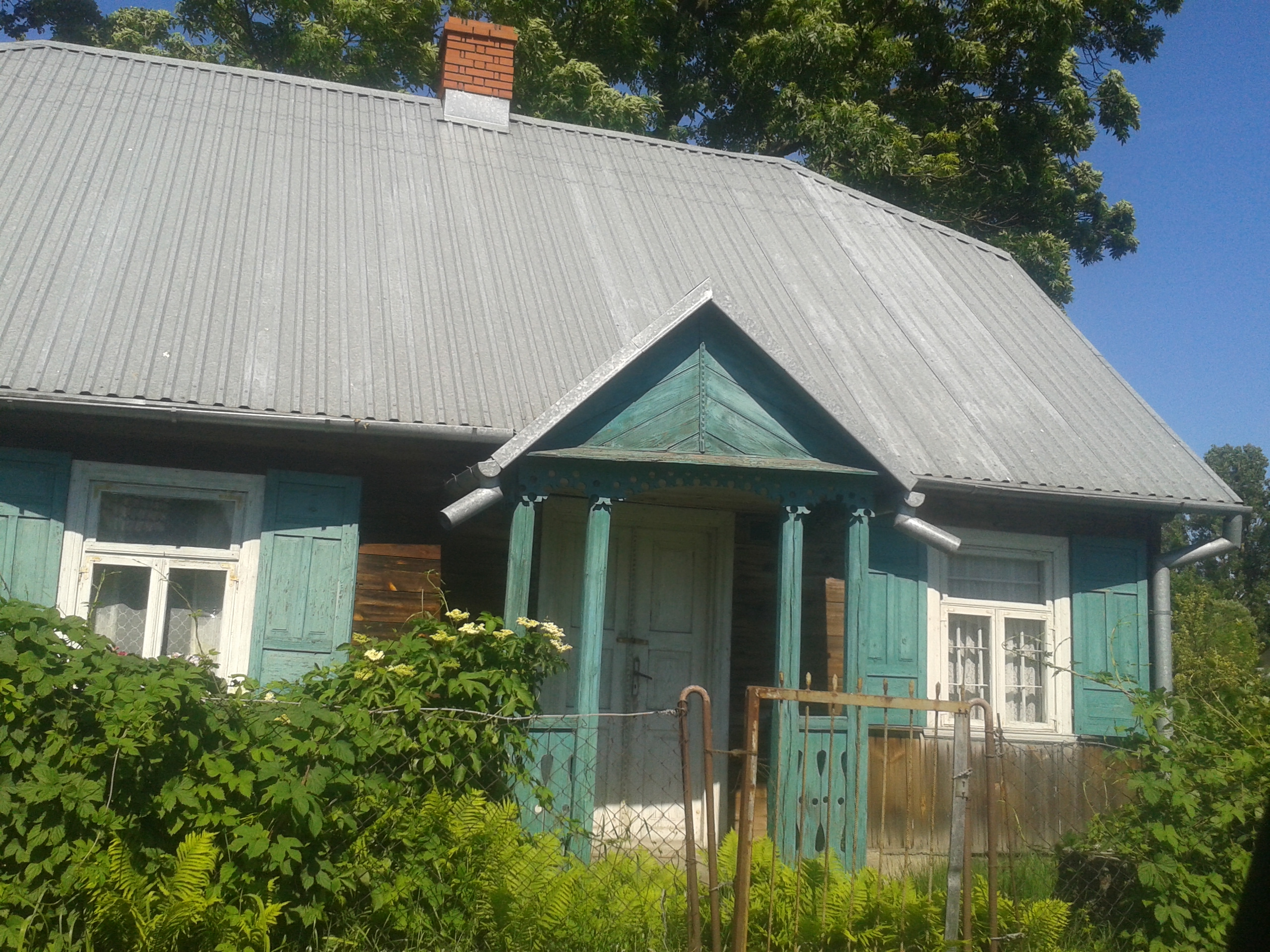
Drewniany dom w centrum wsi

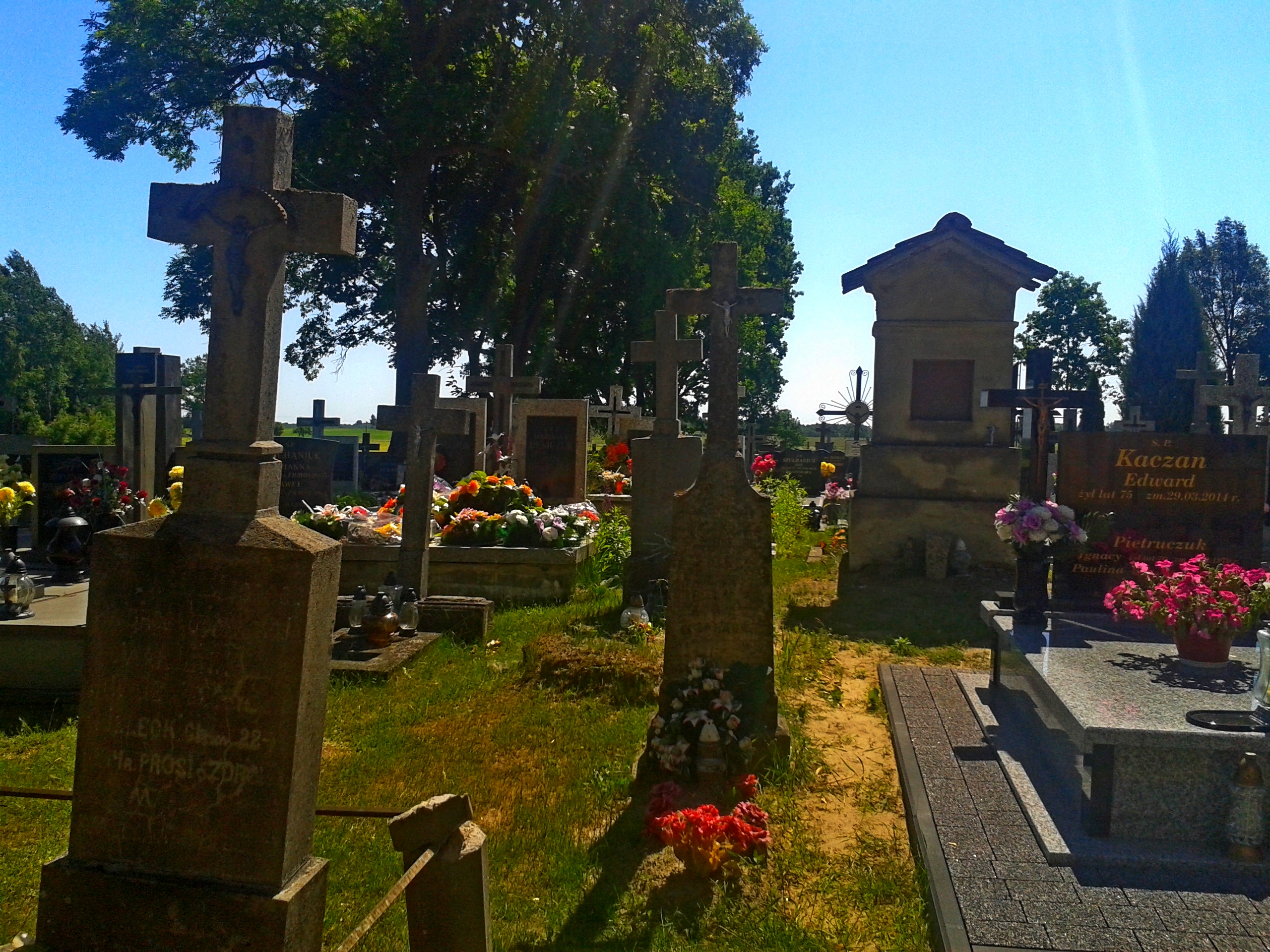
Widok ogólny cmentarza przykościelnego

Ortel Królewski Pierwszy – wieś w Polsce położona w województwie lubelskim, w powiecie bialskim, w gminie Piszczac. Leży na obszarze Zaklęsłości Łomaskiej nad Zielawą (prawy dopływ Krzny).
W latach 1975–1998 miejscowość administracyjnie należała do województwa bialskopodlaskiego. 
Wieś jest sołectwem w gminie Piszczac. W roku 2021 wieś liczyła 303 mieszkańców.
Stara wieś królewska. Dawna nazwa – Wortel. Od końca XVII w., kiedy to osadzono w tej wsi kilka rodzin tatarskich (m.in. ród Bielaków) nadając im ziemię jako rekompensatę za zaległy żołd, zaścianek tatarski. W pobliżu wsi pozostałości jednego z największych grodzisk średniowiecznych na Podlasiu z XI-XIV w.

## Zabytki
- Dawna cerkiew unicka, obecnie kościół Matki Boskiej Różańcowej[7]. Świątynia zbudowana została staraniem ks. Teodora Bieleckiego w 1706 r. w miejscu cerkwi z 1660 r. jako cerkiew unicka pw. św. Dawida i Romana. Nad drzwiami świątyni do dziś zachował się cerkiewnosłowiański napis „Za staraniem prezbitera tej cerkwi Teodora Bieleckiego przez cieślę Nazara”. Nie zachowała się dokładna data erekcji parafii unickiej. Dokumenty podają, że parafia i świątynia istniały już w 1660 r. Wykaz alfabetyczny świątyń i kaplic unickich w Królestwie Polskim zachowany w rękopisie w bibliotece w Siedlcach podaje następujący opis świątyni w Ortelu: „Kościół orientowany na wschód, drewniany, konstrukcji zrębowej, z bali modrzewiowych i związanych „na jaskółczy ogon”, oszalowany, dach czterospadowy z szerokimi okapami, z wysoką sygnaturką na środku, kryty gontem. Nawa na planie kwadratu otwarta na prezbiterium szerokim łukiem. Nad kruchtą wieża, w dolnej części z szerokim daszkiem okapowym wspartym na słupach, w górnej części ażurowa, zdobiona grzebieniami, zwieńczona czterospadowym daszkiem, nad którym góruje cebulasta kopuła.” Wnętrze zdobią barokowe ołtarze i drewniany krucyfiks z XVIII/XIX w. W 1875 świątynia przymusowo została przemianowana na prawosławną. Po odzyskaniu niepodległości przez Polskę została zrewindykowana na rzecz katolików i wyświęcona na rzymskokatolicki kościół parafialny Matki Bożej Różańcowej. Od roku 1994 jest odnawiana – dach otrzymał gont, odnowiono też wnętrze[8].
- Cmentarz przy kościele[7], dawniej unicki, następnie prawosławny, obecnie rzymskokatolicki, został założony w XVIII w. Rozplanowany na rzucie prostokąta z aleją główną od kościoła i podziałem na trzy nierówne prostokąty. Teren ogrodzony murem z jedną bramą wejściową, obok kościoła dąb pomnikowy.